# Ctenophthalmus caucasicus
Ctenophthalmus caucasicus är en loppart som först beskrevs av Taschenberg 1880.  Ctenophthalmus caucasicus ingår i släktet Ctenophthalmus och familjen mullvadsloppor. Inga underarter finns listade i Catalogue of Life.